# Nijnekamsk
Nijnekamsk (rus: Нижнекамск; tàtar: Түбән Кама) és una ciutat de la República del Tatarstan, a Rússia. El 2017 tenia 237.250 habitants. És servida per l'Aeroport de Béguixevo.